# Estadio Atatürk de Nicosia
El Estadio Atatürk de Nicosia (en turco: Lefkoşa Atatürk Stadı) es un estadio de usos múltiples ubicado en la ciudad de Nicosia del Norte, en la isla de Chipre en territorio controlado por la República Turca del Norte de Chipre. Actualmente se utiliza sobre todo para los partidos de fútbol y acogió algunos partidos de la Copa ELF en 2006. También sirve como el hogar del Çetinkaya Türk SK de la Birinci Lig. El estadio tiene capacidad para 28.000 personas.
Posee espacios para sala de emisión, para la prensa, vestuarios, cafetería, gestión técnica y gestión administrativa además de salas de reuniones.